# Jeghisze Czarenc

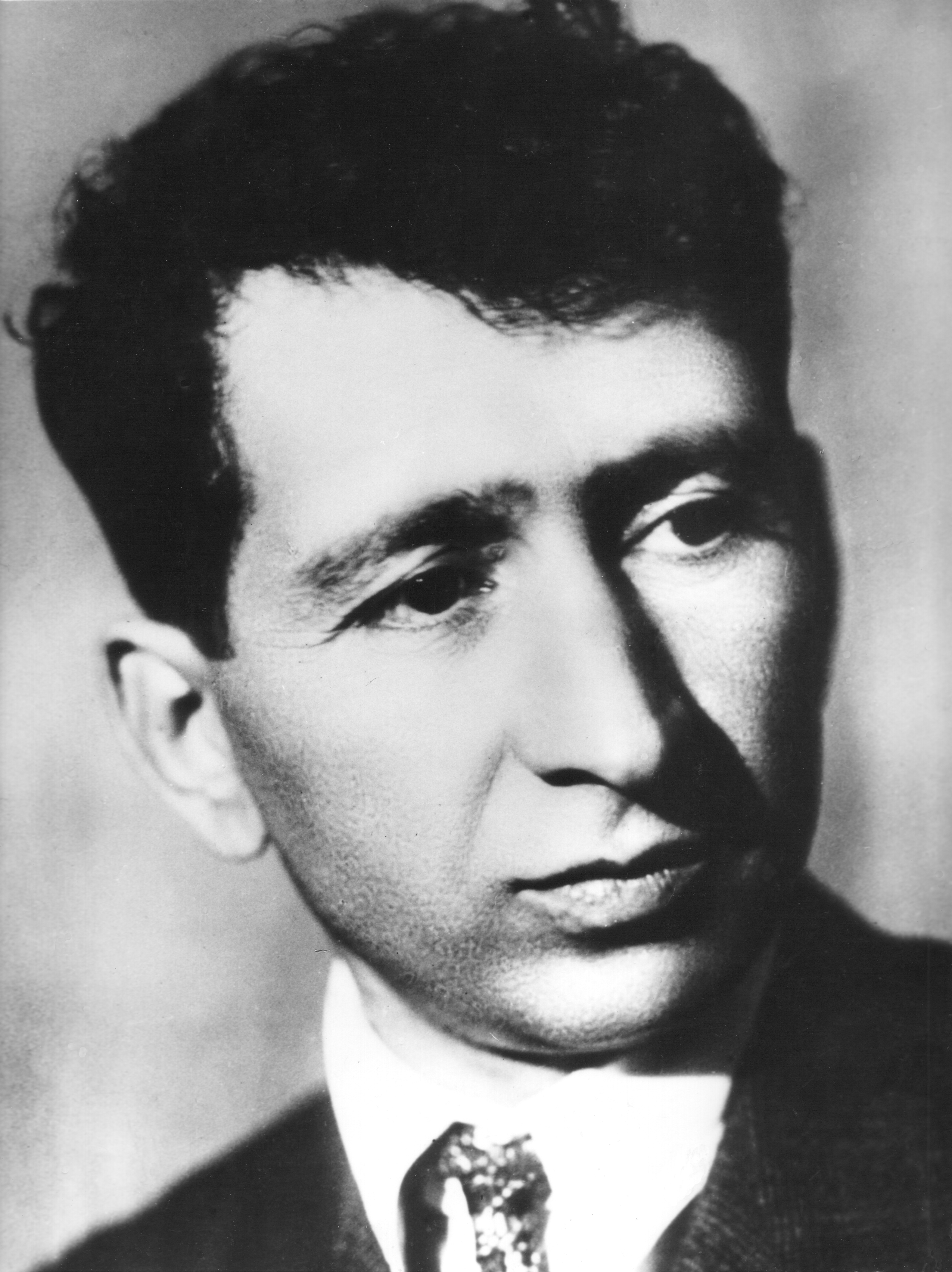
Jeghisze Czarenc

Jeghisze Czarenc (Եղիշե Չարենց, właśc. J. Soghomonian, ur. 25 marca 1897, Kars (Turcja), zm. 29 listopada 1937, Erywań) – poeta ormiański. Studiował w Moskwie. Wczesne wiersze tworzył pod wpływem symbolizmu. W 1917 był uczestnikiem rewolucji październikowej. Był autorem poematów, w tym utworów poświęconych Leninowi, wierszy patriotycznych opisujących naród ormiański, historię, przyszłość i przyszłe odrodzenie Armenii. Polskie przekłady wierszy Czarenca znalazły się w tomach Poezje wybrane (1962) i w antologii Poezja armeńska (1984). Autor stał się ofiarą terroru stalinowskiego.